# Pinacothèque de l'État de São Paulo
La pinacothèque de l'État de São Paulo (en portugais Pinacoteca do Estado de São Paulo), fondée en 1905, est le musée d'art le plus ancien de la ville de São Paulo et l'un des plus importants du Brésil. Elle dépend du secrétariat d'État à la Culture. Son siège se situe au parc de la Luz, mais elle occupe également un espace appelé Gare Pinacothèque (Estación Pinacoteca), ancien siège du DOSP, et un édifice du parc d'Ibirapuera.
Son fonds compte plus huit mille œuvres : peintures, sculptures, gravures, dessins, tapis, issues principalement de l'art brésilien des XIXe et XXe siècles. Elle présente quarante expositions par an sur diverses expressions artistiques visuelles produites par des artistes nationaux et internationaux.

## Présentation

### Origines
Le bâtiment occupé par la pinacothèque de l'État de São Paulo est conçu par Ramos de Azevedo en 1897, pour accueillir à l'origine le lycée des arts appliqués de São Paulo (Liceu de Artes e Ofícios de São Paulo), institution visant à former techniciens et artisans pour construire à l'époque les villes qui s'enrichissent avec la culture du café.
Le 14 novembre 1905, la pinacothèque de l'État de São Paulo est inaugurée et devient le premier musée d'arts plastiques de la ville. Cette inauguration est possible grâce à l'appui et au soutien du poète et mécène Freitas Valle, de l'homme politique Sampaio Vianna, de l'ingénieur Adolpho Pinto et du directeur Ramos de Azevedo. À ses débuts, l'institution se limite à une simple galerie occupant le troisième étage du Lycée des arts appliqués.
Durant les premières années sont organisées les Expositions brésiliennes des Beaux Arts (1911 et 1912), l'Exposition de l'art espagnol (1911) et l'Exposition de l'art français (1913), ainsi que quelques expositions particulières (Aurélio de Figueiredo, Pedro Alexandrino en 1912). Le fonds initial du musée compte 59 œuvres d'artistes consacrés de Rio de Janeiro et de São Paulo (parmi lesquels Antônio Parreiras, Benedito Calixto, João Batista da Costa, Pedro Alexandrino, Oscar Pereira da Silva, Eliseu Visconti et Almeida Júnior), dont certaines provenant du Musée Paulista. Jusqu'aux années 1930, la collection s'enrichit de dons privées et d'acquisitions de l'État. D'autres œuvres sont produites par des artistes subventionnés (Victor Brecheret, Anita Malfatti, Wasth Rodrigues, Túlio Mugnaini, entre autres).

### Bâtiments

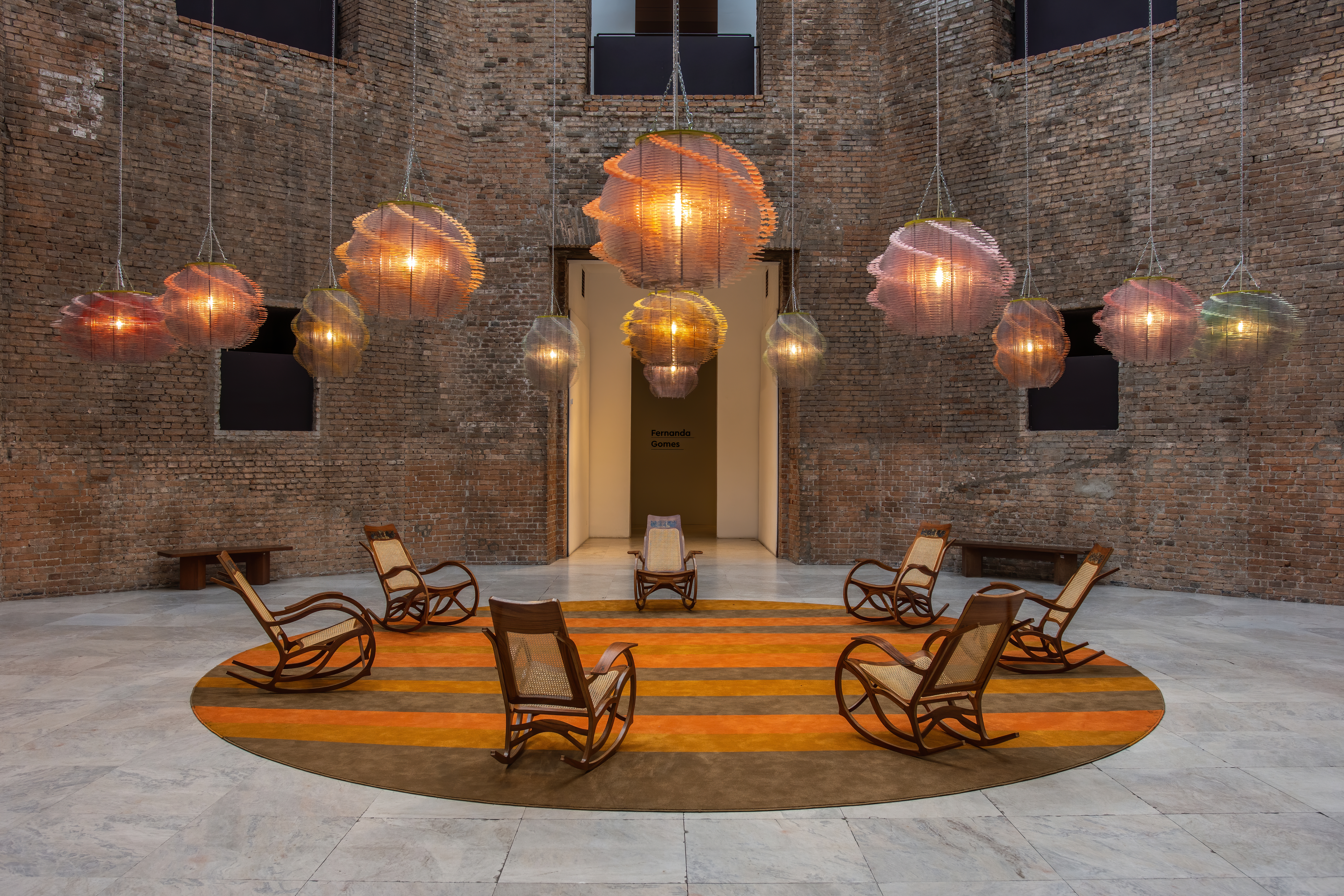
Intérieur de la pinacothèque.

Les murs de la pinacothèque sont en briques nues et avec de grandes fenêtres incorporées, faisant d'elle une référence urbaine. Elle connaît une grande rénovation en 1998 durant le gouvernement Mário Covas, réalisée par l'architecte Paulo Mendes da Rocha, une rénovation qui vaudra à ce dernier le prix Mies van der Rohe Amérique Latine 2000. Aujourd'hui, on trouve dans ses salons restaurés et patios internes totalement couverts, d'importantes expositions comme celles réalisées avec des œuvres d'Auguste Rodin et de Joan Miró.
Le pavillon des Arts, situé dans le parc d'Ibirapuera, fait également partie de la pinacothèque et abrite les expositions de grande importance artistique.

### Collections

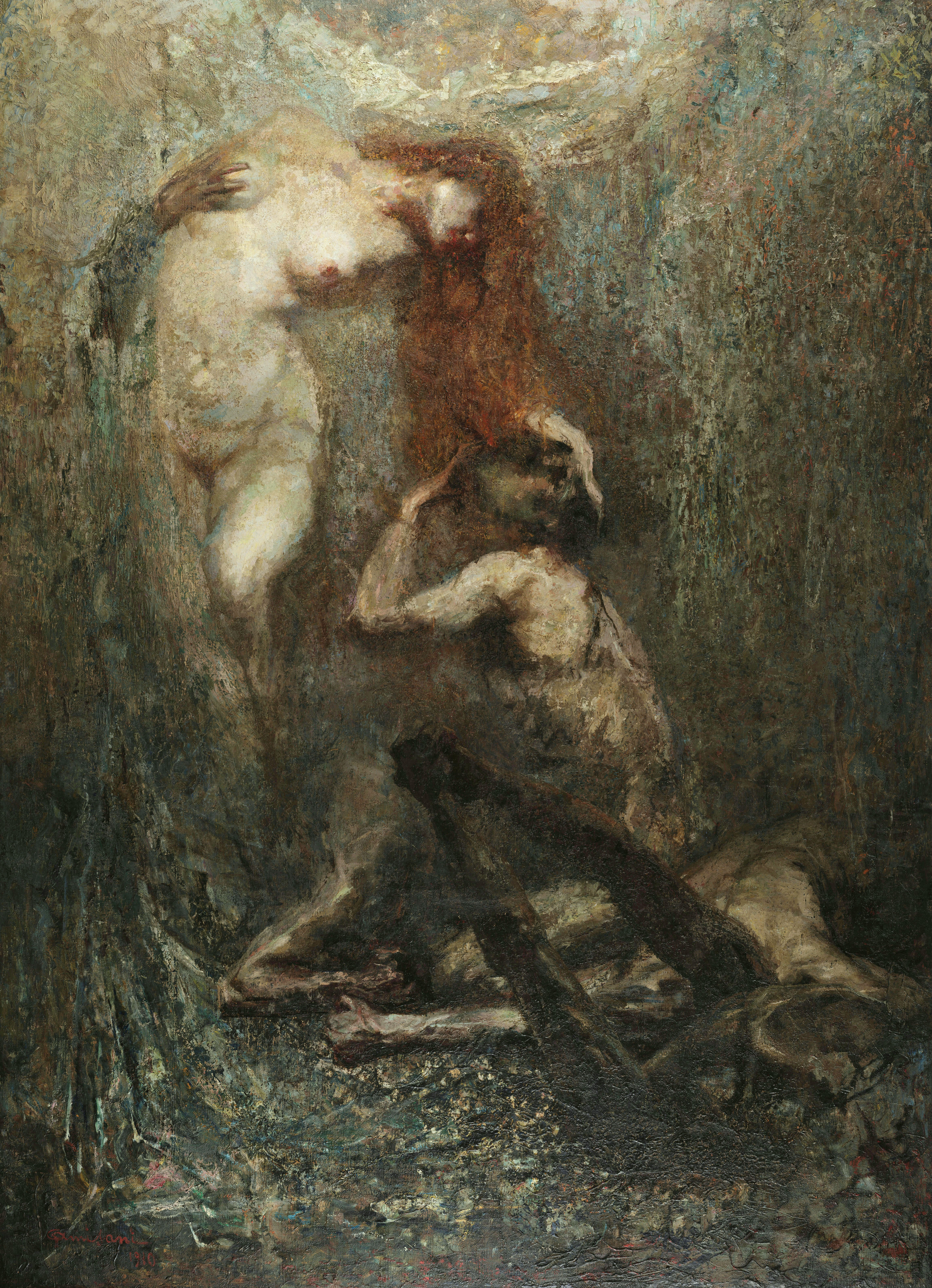
Giuseppe Amisani (1881-1941) La Culla Tragica, 1910. Huile sur toile, 242 x 176 cm.

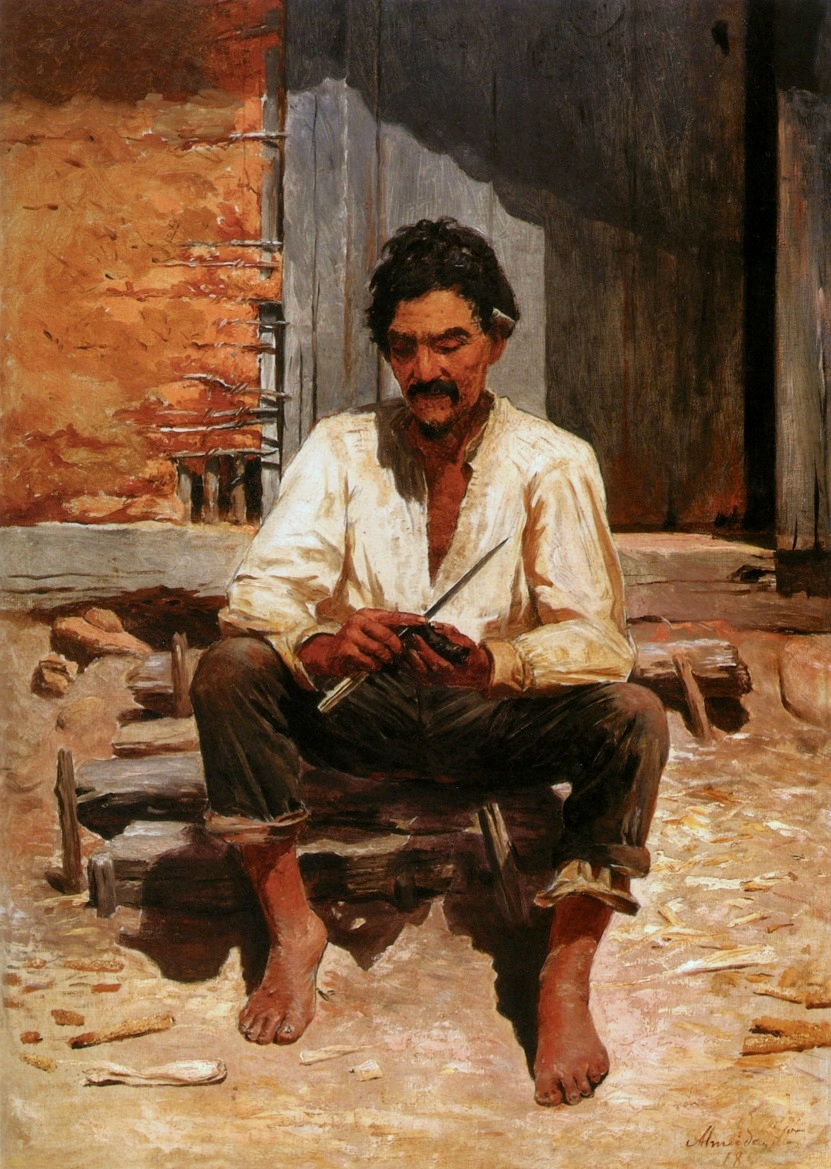
Almeida Júnior (1850-1899). Caipira picando fumo, 1893. Huile sur toile, 70 x 50 cm.

La pinacothèque est le dépositaire d'une grande collection d'œuvres d'art brésiliennes, riche par sa variété mais se concentrant sur la période des XIXe et XXe siècles. Parmi les huit mille pièces, le musée présente des peintures, sculptures, dessins, gravures, photographies, tapis, objets des arts décoratifs et de la période coloniale au Brésil, permettant de dresser un panorama de l'art brésilien.
Elle réunit notamment des œuvres d'artistes paulistas, comme Almeida Júnior, Pedro Alexandrino et Oscar Pereira da Silva, et d'autres œuvres représentatives de Cândido Portinari, Anita Malfatti, Victor Brecheret, Tarsila do Amaral et Di Cavalcanti.
En ce qui concerne la période du XIXe siècle, le socle de la collection est formé par les œuvres d'Almeida Júnior, alternant paysages, portraits et scènes d'intérieur. On retrouve ses célèbres Caipira Picando Fumo, Saudade y Leitura. Les natures mortes de Pedro Alexandrino occupent une salle entière, où se distinguent ses Cozinha na Roça, Peru Depenado et Aspargos. On retrouve également les paysages d'Antônio Parreiraset Benedito Calixto, comme Baía de São Vicente. Viennent ensuite les peintures historiques et scènes de genre d'Oscar Pereira da Silva (Hora de Música et Infância de Giotto), les portraits de Bertha Worms et d'Henrique Bernardelli, la toile Maternidade d'Eliseu Visconti, parmi tant d'autres.
Même si l'art académique domine, la collection n'en compte pas moins diverses œuvres d'artistes modernistes, comme Victor Brecheret, Lasar Segall, Anita Malfatti, Cândido Portinari, Di Cavalcanti, Clóvis Graciano, Francisco Rebolo et Túlio Mugnaini. Elle comprend ainsi, de Tarsila do Amaral, les tableaux Carnaval em Madureira et Antropofagia, prêtés par la fondation José et Paulina Nemirovsky. Elle s'est enrichie tout au long du XXe siècle d'œuvres abstraites d'origines diverses : Waldemar Cordeiro, Samson Flexor, Arcângelo Ianelli, Nuno Ramos, Paulo Monteiro et Paulo Pasta.
La collection se complète d'un nombre significatif de peintures européennes du XVIIIe siècle et de sculptures françaises, avec notamment un ensemble de neuf bronzes de Rodin (Torso da Sombra, Bacanal, Gênio do Repouso Eterno) et d'autres pièces d'Aristide Maillol, Medardo Rosso, Antoine Bourdelle et Niki de Saint Phalle.